# Camino de Santiago allerano

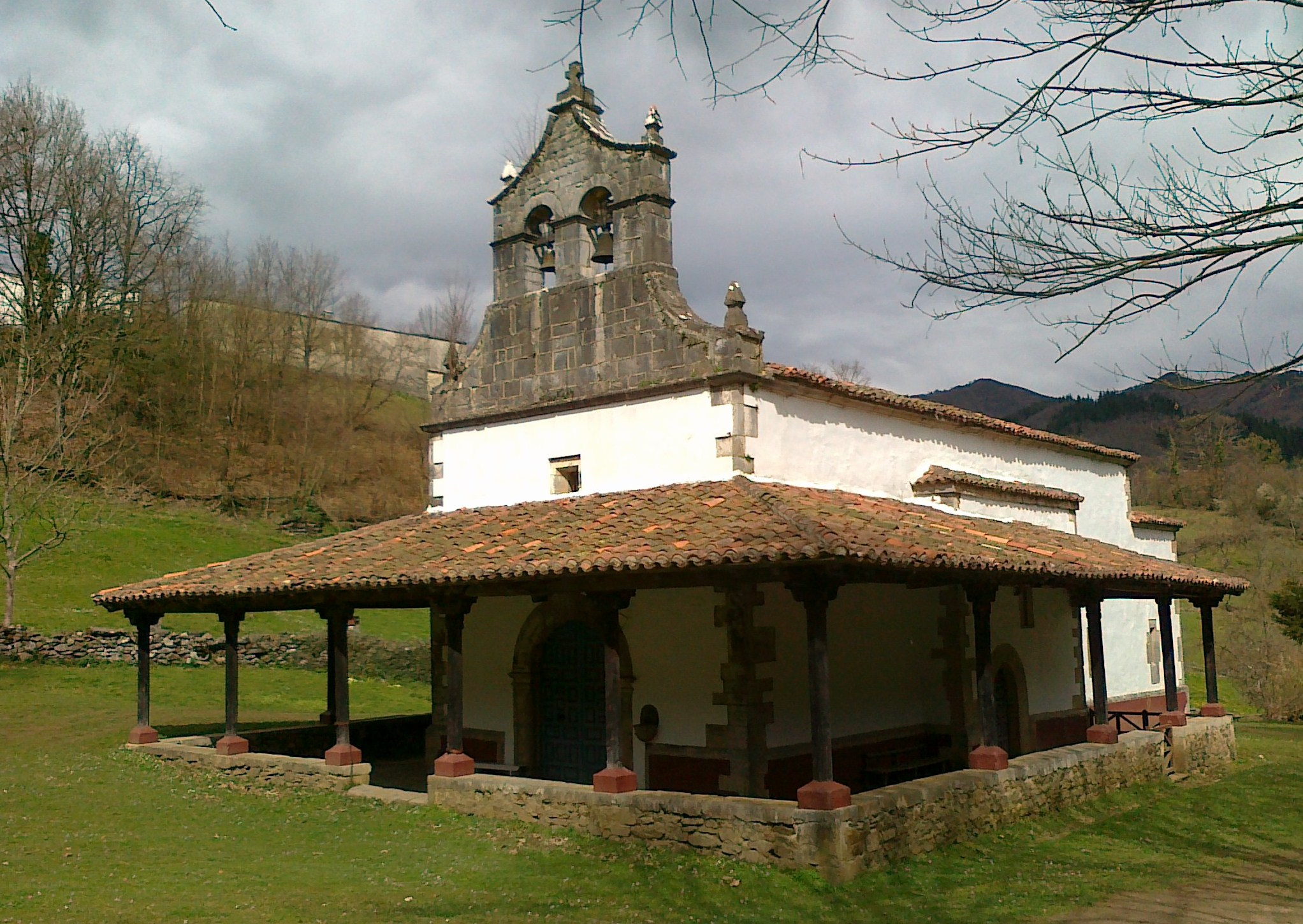
Iglesia de Miravalles.

El Camino de Santiago Allerano, Camino de Aller o también llamada Ruta Jacobea Allerana, es un antiguo ramal de la ruta jacobea del Camino de San Salvador de peregrinación que evitaba el paso del puerto Pajares, discurriendo entre La Robla (provincia de León, Castilla y León) y Ujo (concejo de Aller, Asturias), donde enlazaba con el Camino de Santiago Real tras haber cruzado la cordillera Cantábrica por el puerto de San Isidro.
Consta de unas siete etapas, atravesando preciosos parajes verdes y poblaciones como Felechosa, Cabañaquinta, la capital del concejo allerano, y Moreda de Aller.
Existen pruebas documentales de este itinerario histórico, incluso la reina doña Urraca la Asturiana habría recorrido este Camino en el siglo XII.
Se puede recorrer a pie, a bicicleta y a caballo. Carece de albergues y refugios como el Camino de Invierno, ya que no está oficializado "formalmente". Es un Camino de Santiago poco conocido junto con el Viejo Camino de Santiago y de los más bonitos de toda Asturias.
Actualmente pocos peregrinos lo caminan por falta de información y sitios de pernoctación, pero cada año muchos se animan y se aventuran a "descubrirlo".

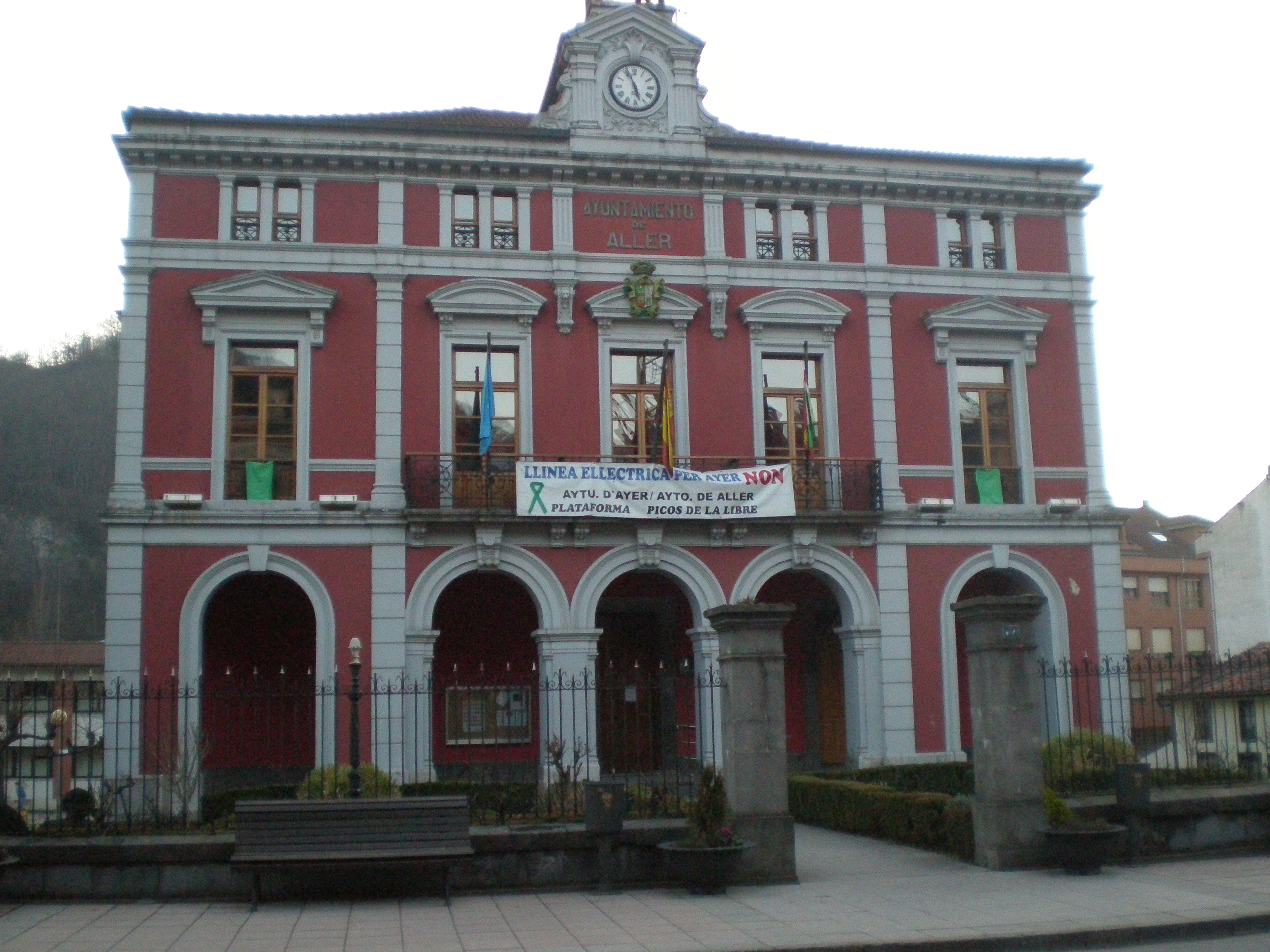
Ayuntamiento de Aller, en Cabañaquinta.

## Trazado de la Ruta allerana

### León
- La Robla
- Brugos de Fenar
- Rabanal de Fenar
- Candanedo de Fenar
- Solana de Fenar
- Robledo de Fenar
- Ermita de Boinas
- Robles de la Valcueva
- Palazuelo de la Valcueva
- Aviados
- Campohermoso
- La Vecilla de Curueño
- Otero de Curueño
- La Mata de la Riba
- Boñar
- Cerecedo
- Valdecastillo
- Valdehuesa
- Rucayo
- Puebla de Lillo
- Isoba
- San Isidro

### Principado de Asturias
- Puerto de San Isidro
- Cuevas (Felechosa)
- La Casona (Aller)
- Felechosa
- El Pino (Aller)
- Ermita de San Félix (Aller)
- Pola del Pino
- Llamas
- Santibáñez de la Fuente
- Collanzo
- Entrepeñas (Aller)
- Pelugano
- Levinco
- Cabañaquinta
- Santa Ana (Aller)
- Corigos
- Piñeres
- Misiegos
- Moreda de Aller
- Caborana
- Virgen de la Cruz
- Ermita de San Salvador
- Santa Cruz de Mieres
- Taruelo
- Ujo

## Patrimonio de la ruta

### Patrimonio natural y paisajístico
- Puerto de San Isidro

### Patrimonio arqueológico
- Felechosa
  - Casa de Indiano
- Puebla de Lillo.

## Patrimonio artístico y monumental
- La Robla
  - Ermita de Celada
  - Castillo de Alba (León)
  - Acueducto de "El Encañao"
- Robles de la Valcueva
  - Ermita de Boinas
- Santibáñez de la Fuente
  - Iglesia de San Juan
- Soto (Aller)
  - Santuario de Nuestra Señora de Miravalles

### Patrimonio cultural y popular
- Moreda de Aller: el 11 de noviembre se celebra la Fiesta de los Humanitarios declarada de Interés Turístico.